# Melbaastrild
Melbaastrild (Pytilia melba) är en tätting i familjen astrilder som återfinns på stäpper och savanner i stora delar av Afrika söder om Sahara.

## Utseende och läten
En melbaastrild kan bli ungefär 13 centimeter lång. Hanen har ett grått huvud, röd ansiktsmask, olivgrön rygg och ett gult eller olivgult bröst. Fågelns mellersta stjärtfjädrar är mörkt röda.  Den är ovanlig genom att den är en av få astrildarterna som sjunger. Sången låter som några vemodiga flöjttoner som blir avbrutna av ett surrande läte. 

## Utbredning och systematik
Melbaastrilden delas enligt Clements et al in i nio underarter med följande utbredning:
- Pytilia melba citerior – södra Mauretanien söderut till Guinea-Bissau och österut till södra Sudan, västra Sydsudan och nordvästra Etiopien
- Pytilia melba jessei – nordöstra Sudan till Eritrea och nordvästra Somalia
- Pytilia melba soudanensis – sydöstra Sydsudan till Etiopien, Somalia, Uganda, notrra och östra Kenya samt nordöstra Tanzania
- Pytilia melba flavicaudata – Djibouti
- Pytilia melba grotei – östra Tanzania, Moçambique, Malawi och Zanzibar
- Pytilia melba belli – västra Uganda, Burundi, Rwanda, Demokratiska republiken Kongo och västra Tanzania
- Pytilia melba percivali – centrala och sydvästra Kenya till norra och centrala Tanzania
- Pytilia melba melba – Republiken Kongo och Demokratiska republiken Kongo till sydvästra Tanzania, västra Malawi och Sydafrika
- Pytilia melba hygrophila – norra Malawi och norra Zambia

Taxonet flavicaudata erkänns inte av andra taxonomiska auktoriteter.

## Levnadssätt
Melbaastrilden lever i huvudsak i träd och lågt växande törnbuskar ochger sig sällan ner på marken. På dess meny står gräsfrön och insekter. De är parlevande fåglar.

### Häckning
Häckningssäsongen för melbaastrilden börjar under den andra halvan av regnperioden. Boet byggs av grässtrån och inreds med fjädrar. Bona placeras i täta buskar eller i små träd. Honan lägger mellan fyra och sex vita ägg. Både honan och hanen ruvar äggen i ungefär tolv dagar. När äggen kläckts matar föräldrarna dem nästan uteslutande med insekter. När ungarna blir lite äldre utökas menyn med gräsfrön.

## Status
Internationella naturvårdsunionen IUCN placerar melbaastrilden i kategorin livskraftig och den anses därmed inte vara hotad.

## Som burfågel
Melbaastrilden passar bäst som voljärfågel. Det bästa är att hålla dem i ensamma par för att hanarna är mycket aggressiva. De kan även ge sig på hannar av andra finkarter.

## Namn
Arten har på svenska även kallats 'brokig astrild.